# Pelaguina willeyi
Pelaguina willeyi är en insektsart som beskrevs av George Willis Kirkaldy 1905. Pelaguina willeyi ingår i släktet Pelaguina och familjen dvärgstritar. Inga underarter finns listade i Catalogue of Life.